# Seizō Suzuki
Seizō Suzuki (japanisch 鈴木 省三, Suzuki Seizō; * 23. Mai 1913 in Koishikawa, Stadt Tokio (heute: Bunkyō, Tokio) als Seizō Wakabayashi (若林 省三, Wakabayashi Seizō); † 20. Januar 2000) war ein japanischer Rosenzüchter und Direktor des Keisei Rose Research Institute. Er gehört mit über 160 Neuzüchtungen zu den erfolgreichsten Züchtern von modernen Rosen in Japan. Aufgrund seiner Verdienste für die Rosenzucht wurde er auch Mister Rose bezeichnet.

## Leben
Seizō Suzuki wurde 1913 in Koishikawa, einem Stadtteil von Tokio geboren. Sein Vater war Hobbygärtner, der in seinem Garten auch europäische Rosen, wie die rote Rosensorte Gruß an Teplitz kultivierte. Im Alter von neun Jahren siedelte die Familie nach Shimoochiai um. Nach Abschluss der öffentlichen Schule in Shinjuku, begann er ein Studium des Landschafts- und Gartenbaus an der Botanischen Schule von Tokio. Während des Studiums spezialisierte er sich auf den Gartenbau. In dieser Zeit wird sein Interesse an Rosen und der Rosenzucht geweckt.
Im Jahr 1938 gründete er im heutigen Okusawa des Setagayaku-Distrikts ein Rosarium, den Todoroki Baraen (とどろきばらえん, Todoroki-Rosarium). Gemeinsam mit seiner Frau Haruyo, die er 1940 heiratete, rettete er seine Sammlung von über 300 Rosensorten über den Zweiten Weltkrieg und legte damit den Grundstein für seine Karriere als Rosenzüchter. Nach dem Kriegseintritt Japans geriet das Ehepaar massiv unter Druck, weil es in seinem Rosarium kein Nutzgemüse zur Versorgung der Bevölkerung und zudem noch Pflanzen anbaute. Nachdem Suzuki als Sanitäter zur Marine eingezogen worden war, musste sich Haruyo unter schwierigen Bedingungen um die über 1000 Rosenpflanzen kümmern.
Im Jahr 1948 organisierte er in dem noch kriegszerstörten Tokio die erste Rosenschau, die ein großer Erfolg wurde. Im Jahr 1958 wurde er als President der Keisei Rose Nursery berufen. Hier etablierte er ein wissenschaftliches Forschungsprogramm, das sich der Rosenzucht, der Analyse von Farbpigmenten, des Mechanismus von Farbveränderungen und der Erforschung von Duftstoffen widmete.
Seine Bemühungen führten zur Züchtung von national und international gefeierten Rosen wie 'Kuroshinju', 'Kagayaki', 'Ryokkoh', 'Olympic Torch', 'Kampai', 'Honju' oder 'Kosai'. Der Todoroki Baraen schließt im Jahr 1974. In der Folgezeit widmete er sich hauptsächlich dem Rosengarten von Narita und der Forschung. Im Jahr 1978 war er an der Einführung eines Saatgutgesetzes in Japan beteiligt, das unter anderem die Rechte der Pflanzenzüchter schützt. Im Jahr 1993 ging er in den Ruhestand, züchtete jedoch noch weiter Rosen. Sein Schüler Katsuhiko Maebara übernahm einen Teil der Sammlung des Keisei Rose Research Instituts, die heute den Grundstein für den Rosengarten der Stadt Sakura (Kusabue-no-oka) bildet.
Seine Forschungen zu den unterschiedlichsten Rosendüften führten auch zu einer jahrelangen Zusammenarbeit mit dem japanischen Kosmetikkonzern Shiseido. Im Jahr 1984 brachte die Firma die Kosmetiklinie Rosarium heraus, die gemeinsam mit Suzuki entwickelt wurde. Seizo Suzuki verfasst zahlreiche wissenschaftliche Publikationen und war als Moderator in Gartensendungen des japanischen Fernsehens tätig.

## Ehrungen (Auswahl)

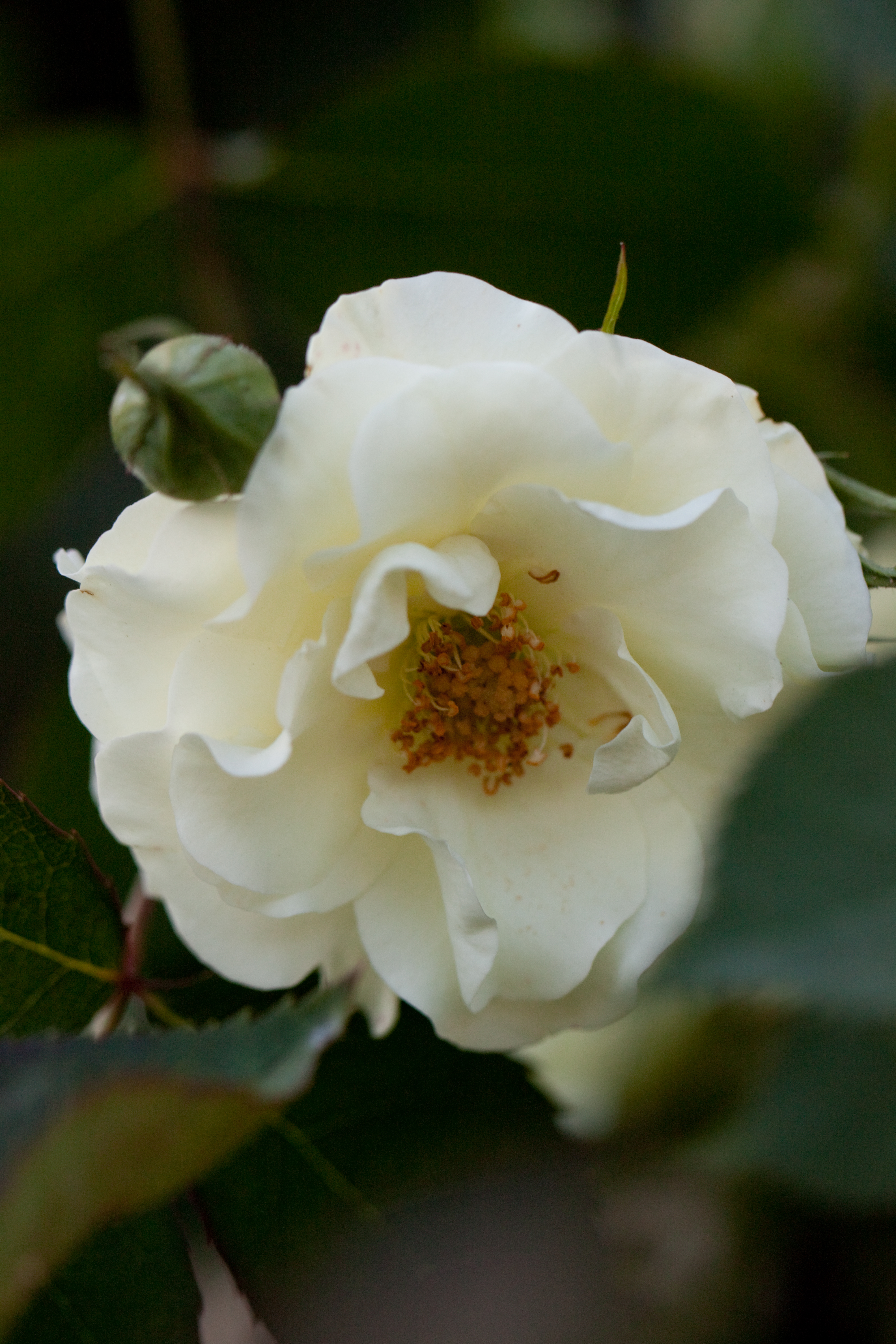
Rose 'Ryokkoh' (1999)

Über 30 seiner Züchtungen wurden mit nationalen und internationalen Preisen ausgezeichnet. Zu den wichtigsten Auszeichnungen gehören:
- 1970: The Hague Rose Trials, Silbermedaille für 'Kagayaki'[5]
- 1972: New Zealand Rose Trials, Gold Star für 'Olympic Torch'[6]
- 1973: Rome Rose Trials, Bronzemedaille für 'Asagumo'[7]
- 1980: Japan Rose Concours, Goldmedaille für 'Sazanami'[8]
- 1983: Rome Rose Trials, Goldmedaille für 'Kan-pai'[9]
- 1985: The Hague Rose Trials, Goldmedaille für 'Gipsy'[10]
- 1985: Monza Rose Trials, Goldmedaille für 'Gipsy'
- 1988: All-America Rose Selection Rose Trials, ARS für 'Mikado'[11]

- 1989: Bagatelle Rose Trials Paris, Ehrenurkunde für 'Ferdy'[12]
- 1990: Japan Rose Concours, Goldmedaille für 'Higoromo'
- 1992: New Zealand Rose Trials, Ehrenurkunde für 'Mikado'
- 1998: Baden-Baden Rosenschau, Goldmedaille für 'Ryokkoh'[13]
- 1999: Denver Rose Society Show, Ehrenpreis für 'French Perfume'[14]
- 1999: San Francisco Rose Society Show, 'Mikado', Sieger
- 1999: San Diego Rose Society Show, 'Mikado', Ehrendiplom
- 2000: Pikes Peak Rose Society Show, ARS für 'French Perfume'[14]
- 2001: Greater Harrisburg Rose Society Show, Ehrenpreis für 'Eiko'[15]
- 2000: Monocacy Rose Society Show, ARS für 'Piñata'[16]
- 2000: Garden State Rose Club Show, ARS für 'Piñata'
- 2001: Mount Diablo Rose Society Show, 'Mikado', Sieger

## Rosenzüchtungen (Auswahl)
Im Laufe seines Lebens züchtete Seizo Suzuki über 160 Rosensorten, insbesondere Floribunda-Rosen und Teehybriden. Zu den erfolgreichsten zählen:

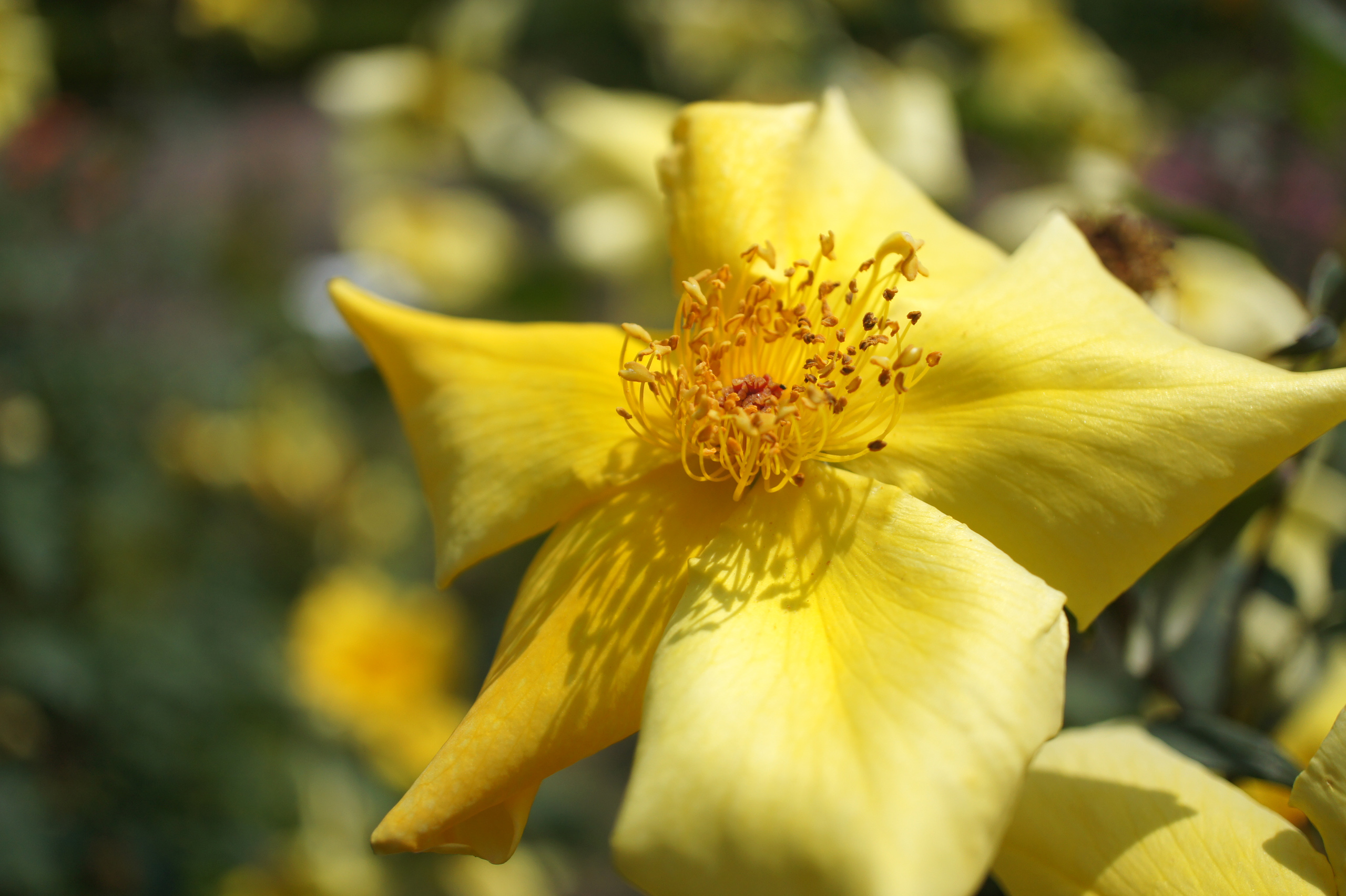
'Amanogawa' (syn. 'Milky way'), Floribunda 1956
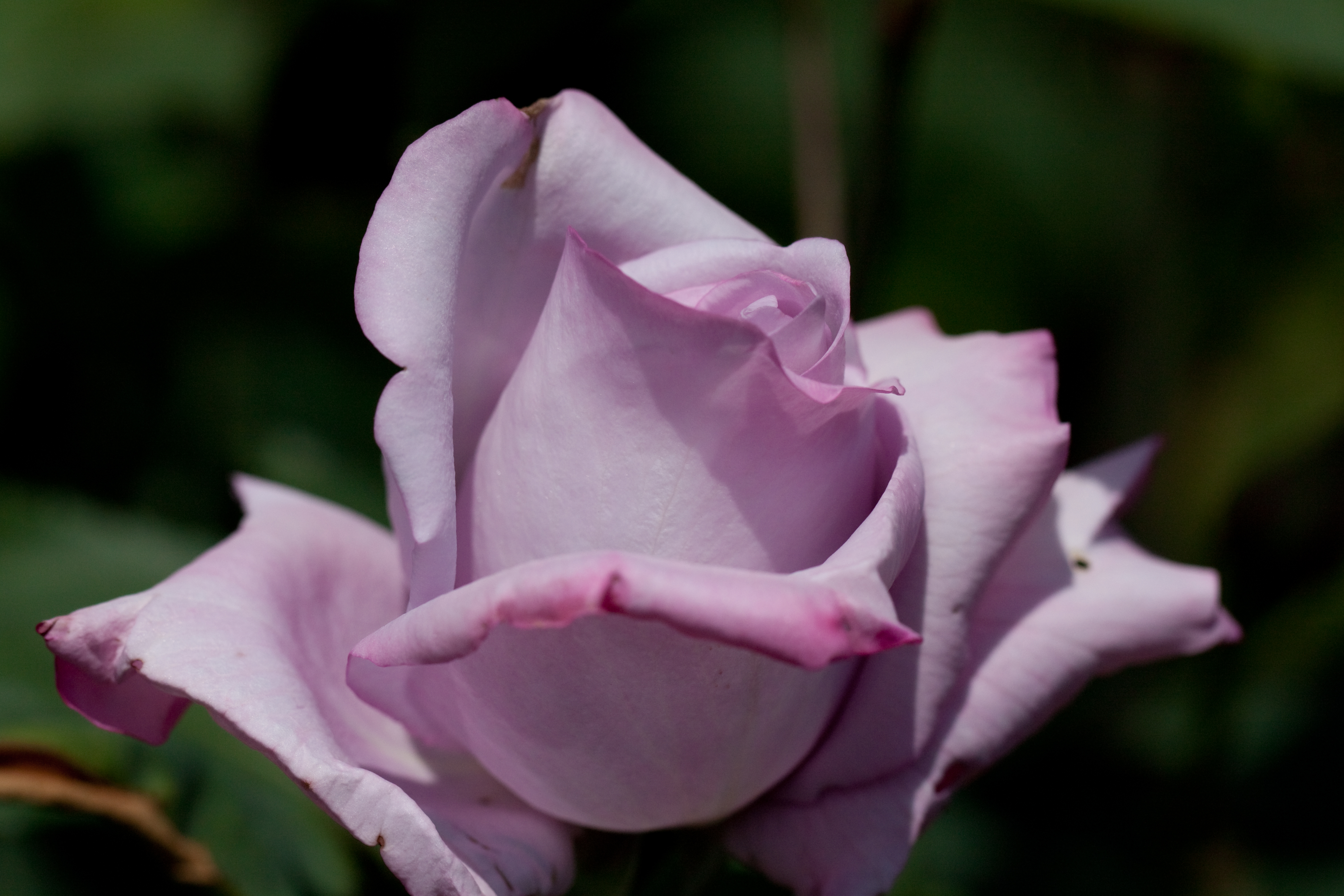
'Aozora' (syn. 'Blue sky'), Teehybride 1973.
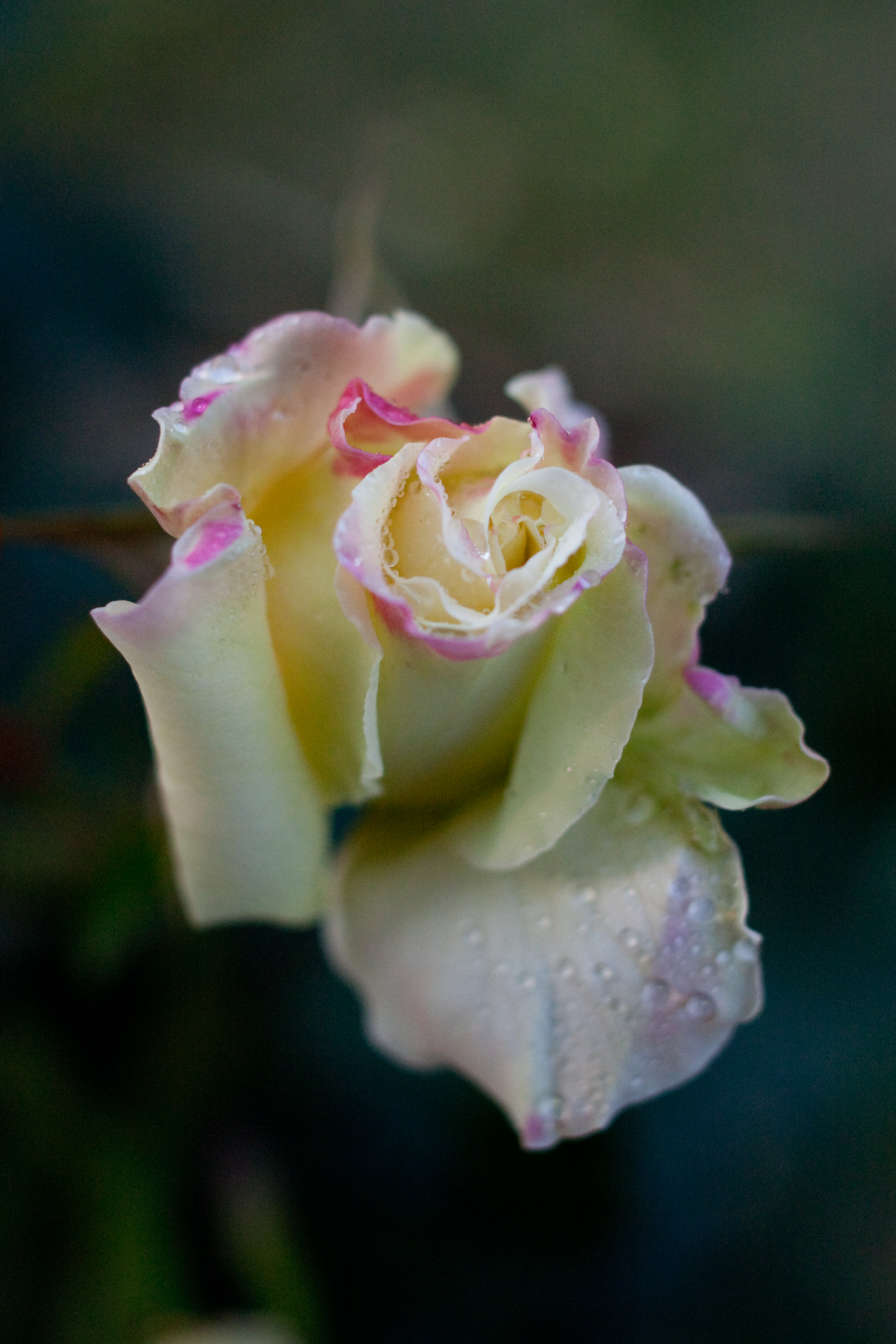
'Ginrei', Floribunda 1990
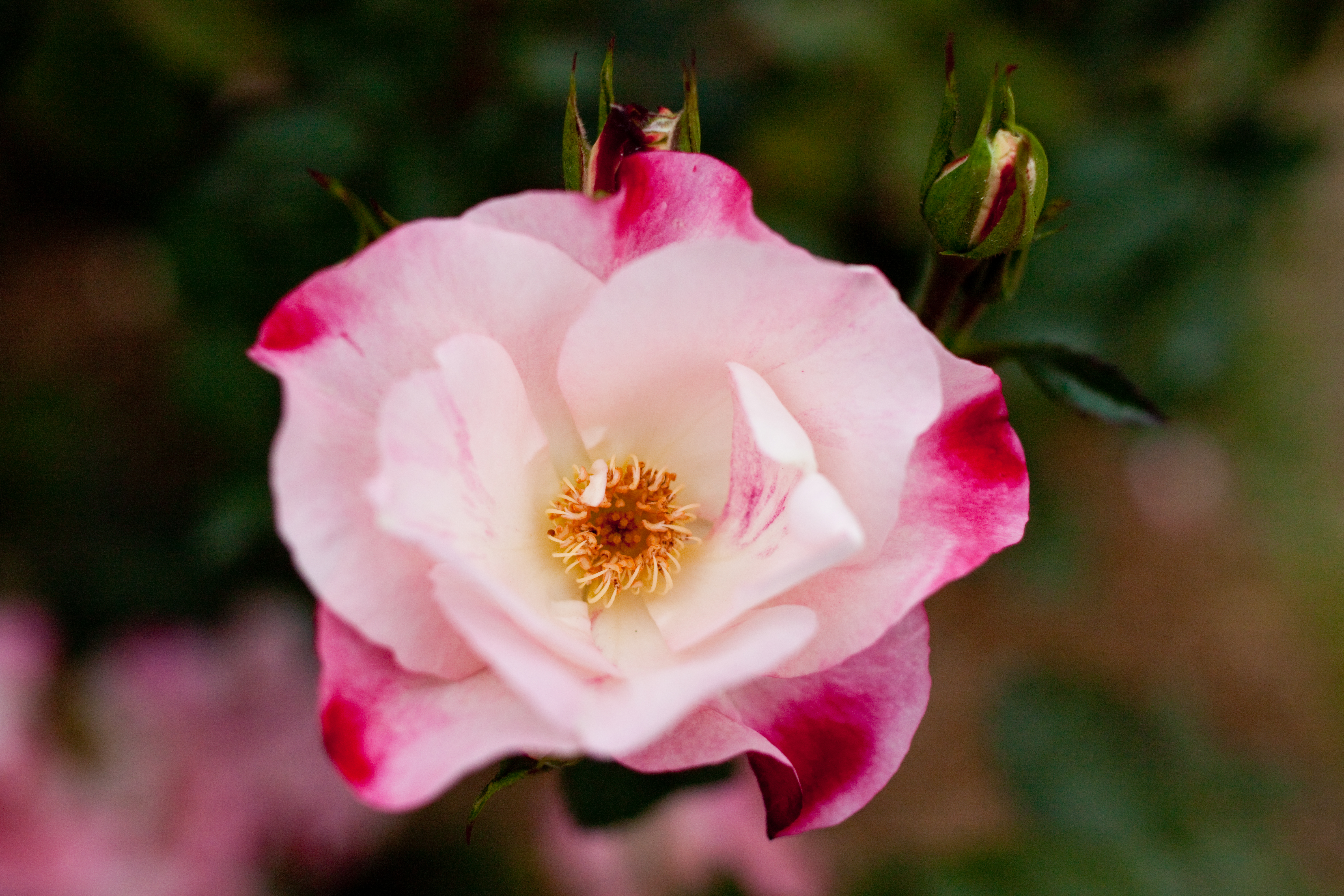
'Hana-Gasumi', Floribunda, 1985
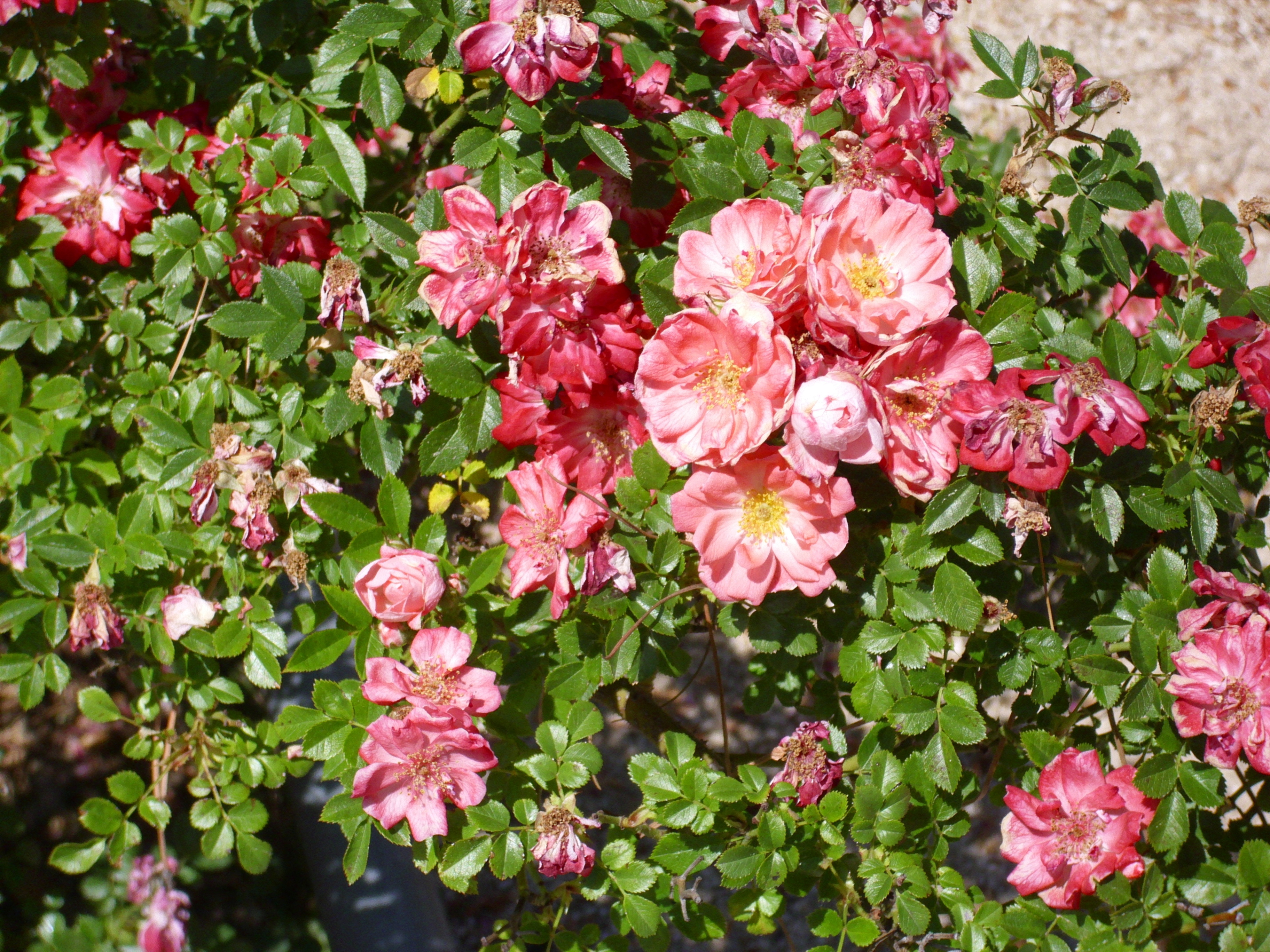
'Hanami-Gawa' (syn. 'Ferdy'), Strauch- und Kletterrose 1984
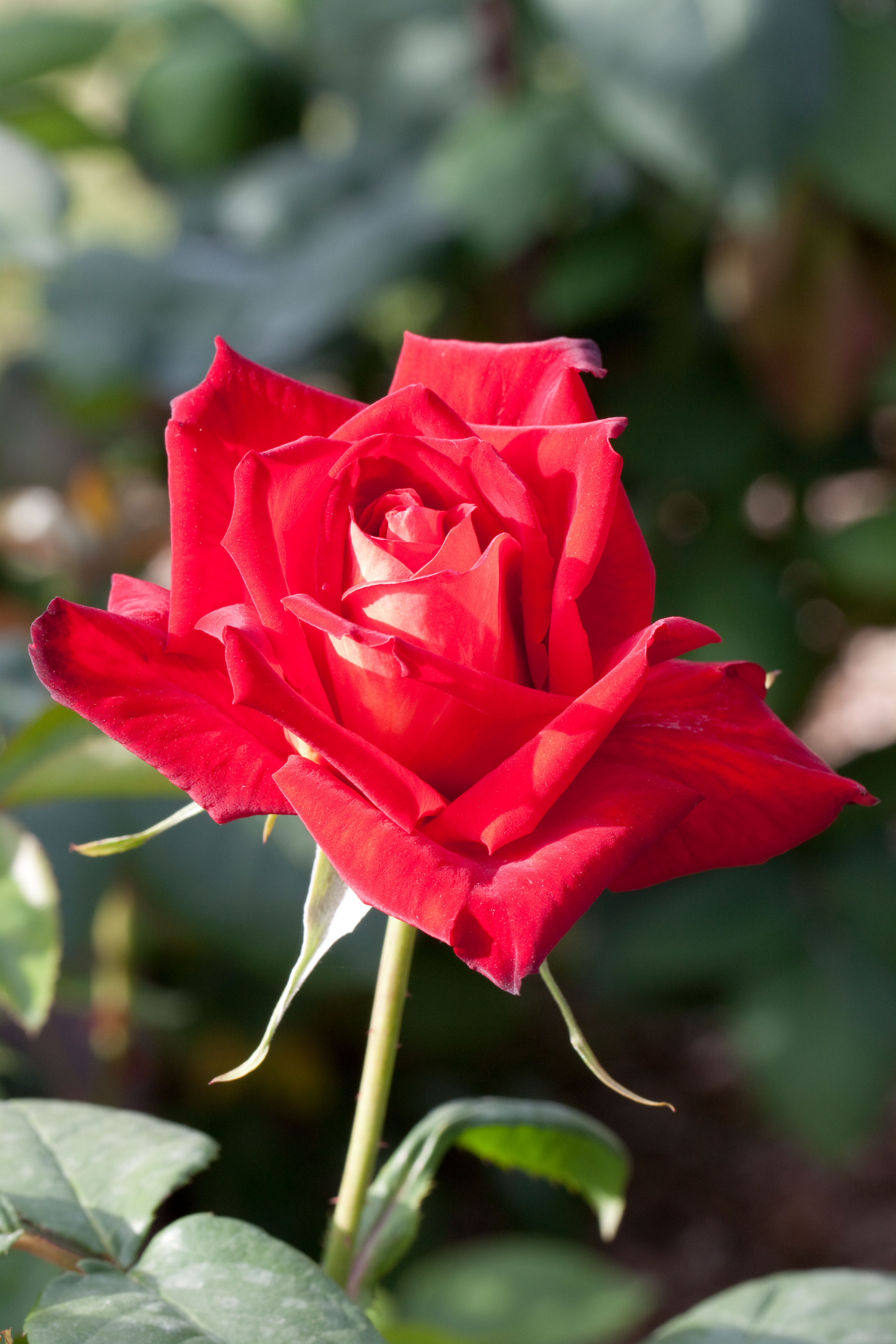
'Kagayaki' (syn. 'Brilliant Light'; 'Glitter'), Floribunda 1970
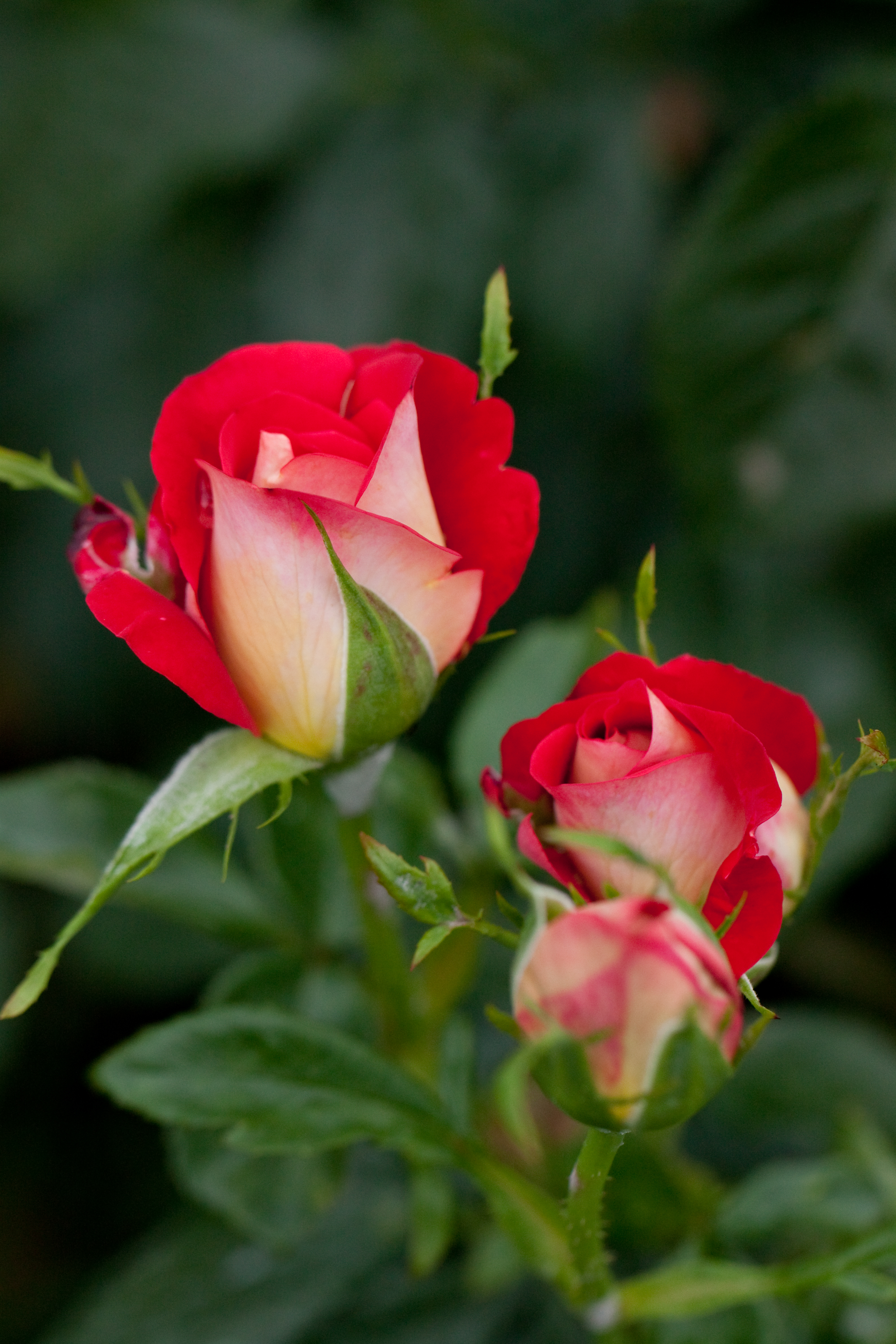
'Kibou' (syn. 'Gipsy'; 'Gipsy Carnival'), Floribunda 1985
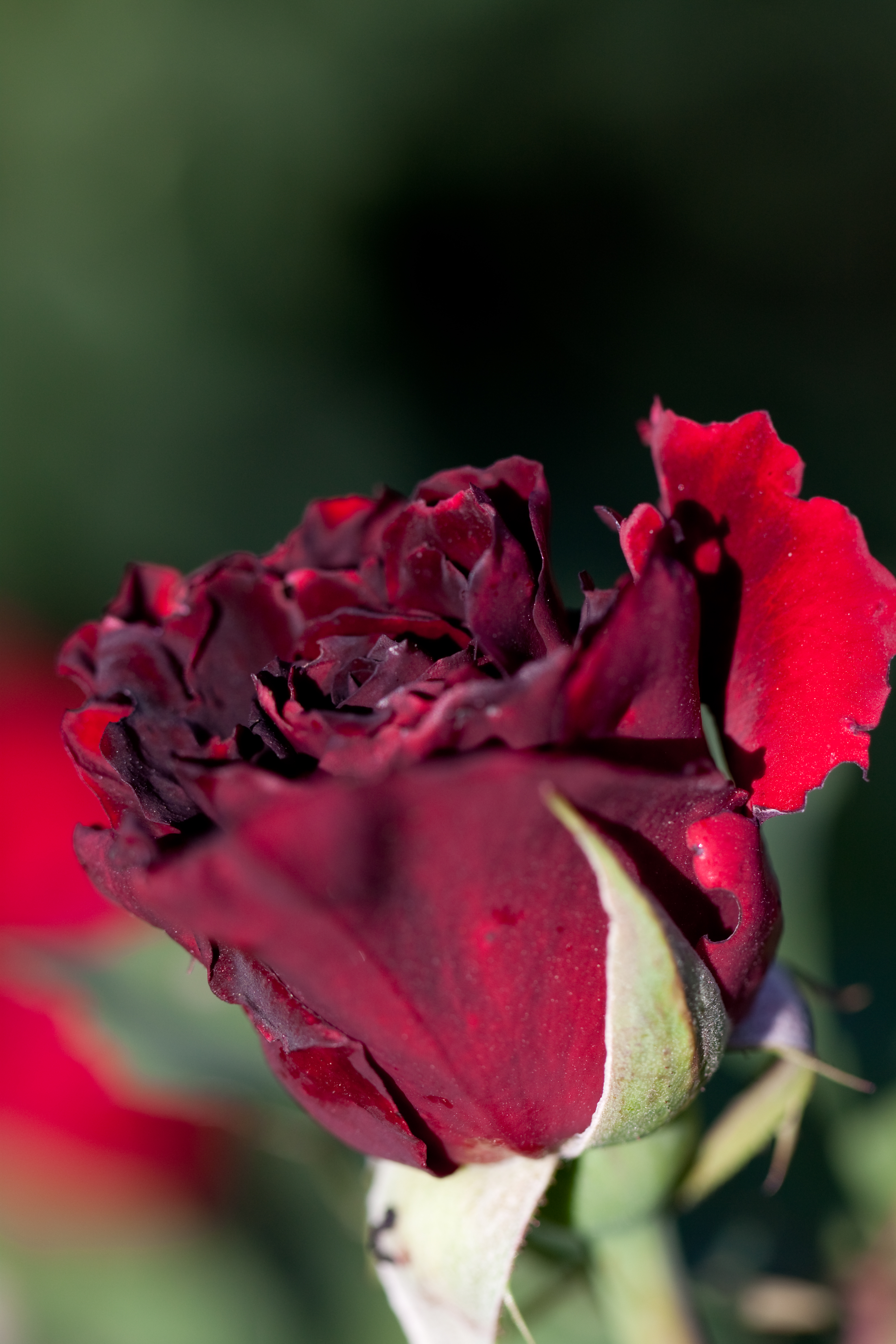
'Kuroshinju' (syn. 'Black Pearl'), Teehybride 1988
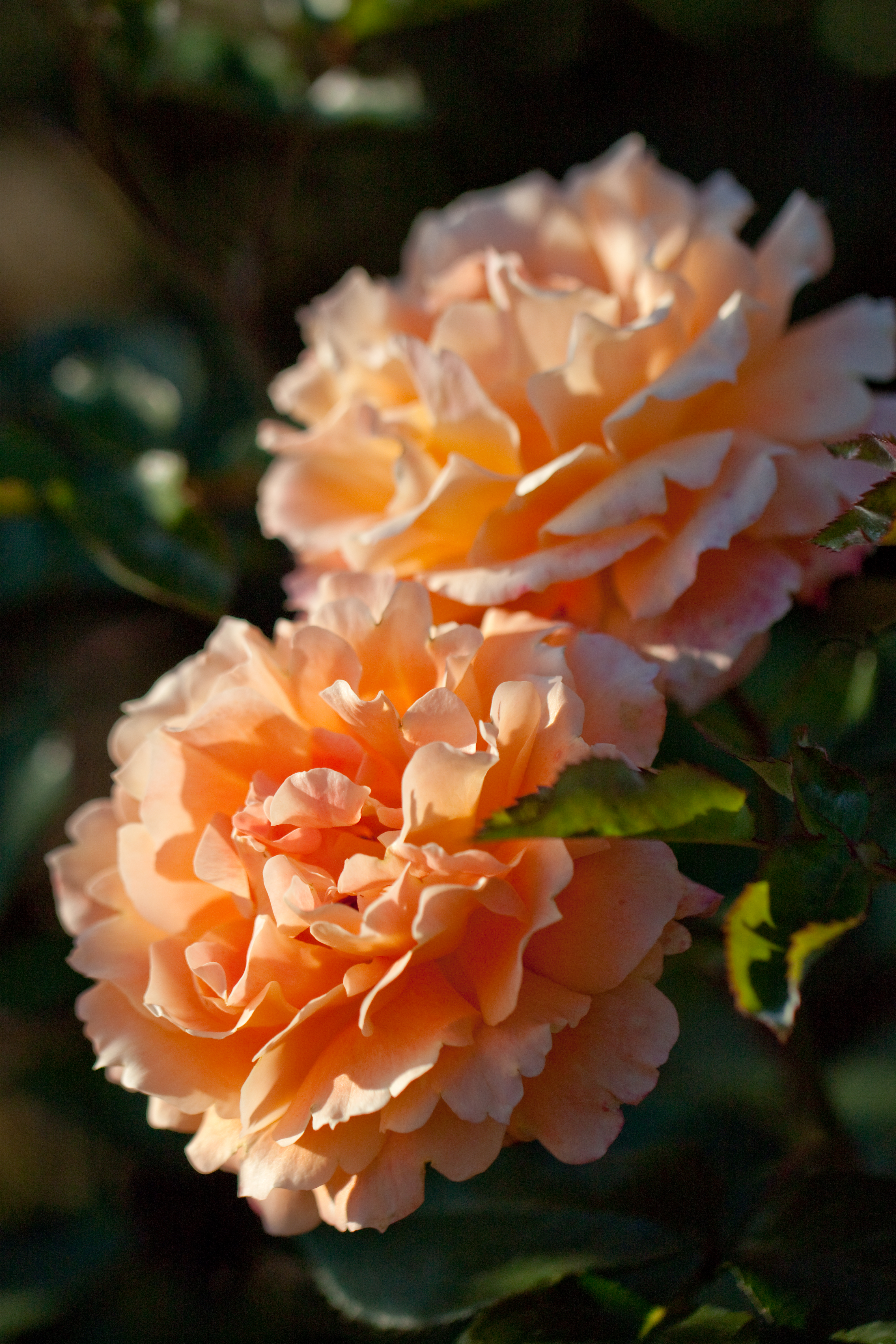
'Manyo' (syn. 'Korin'), Floribunda 1988
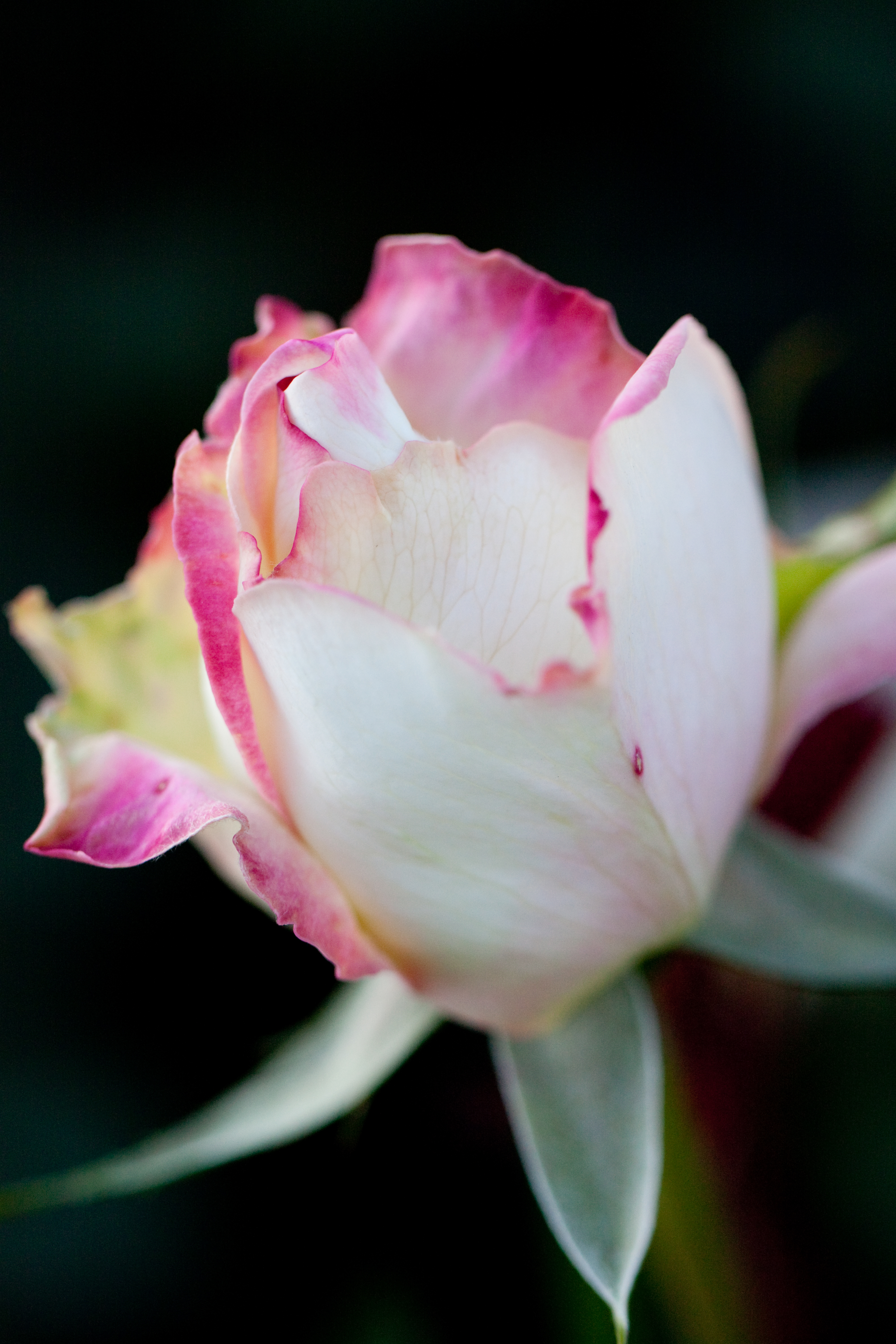
'Miwako' (syn. 'Korin'), Teehybride 1988
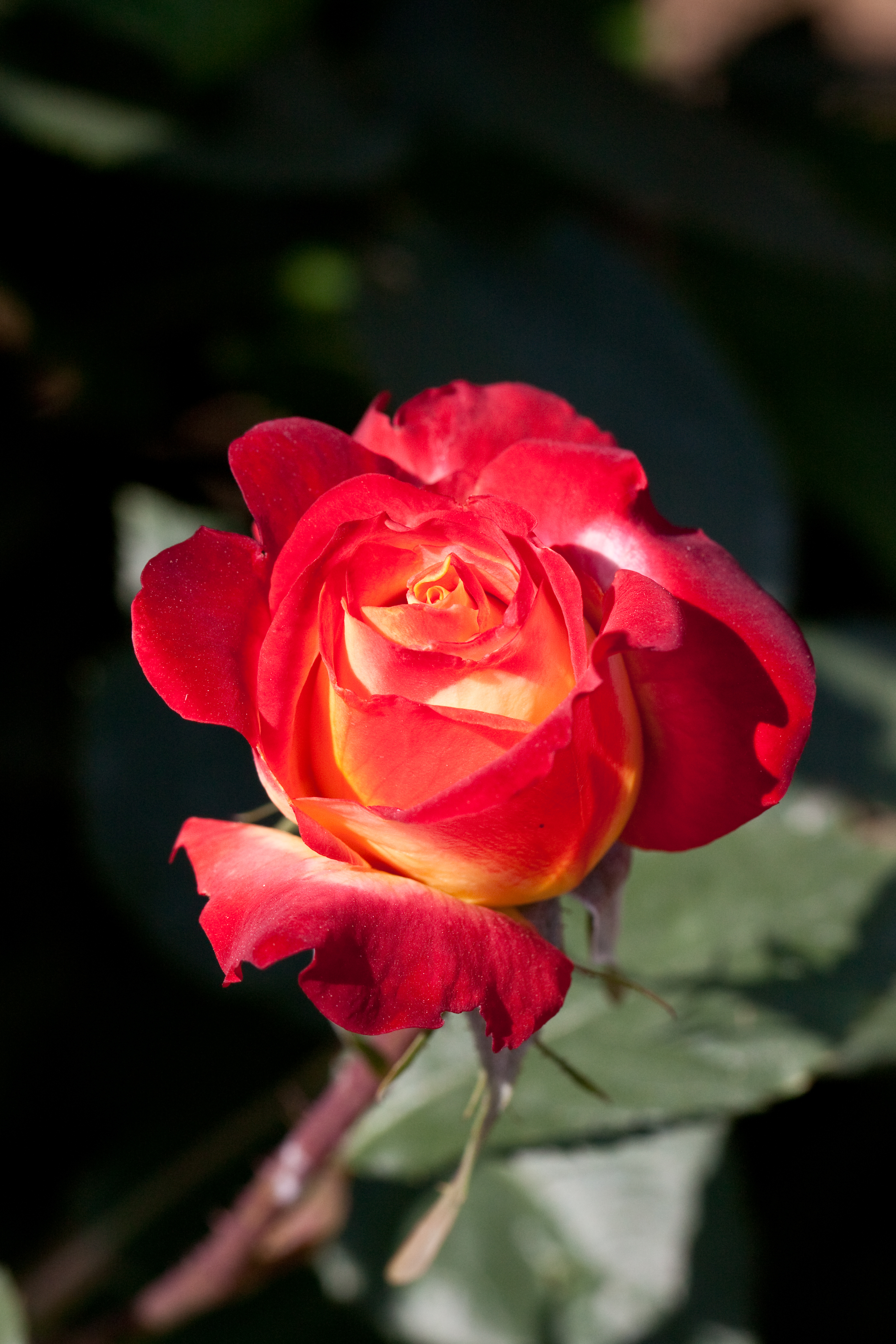
'Nishiki-E', Floribunda 1981
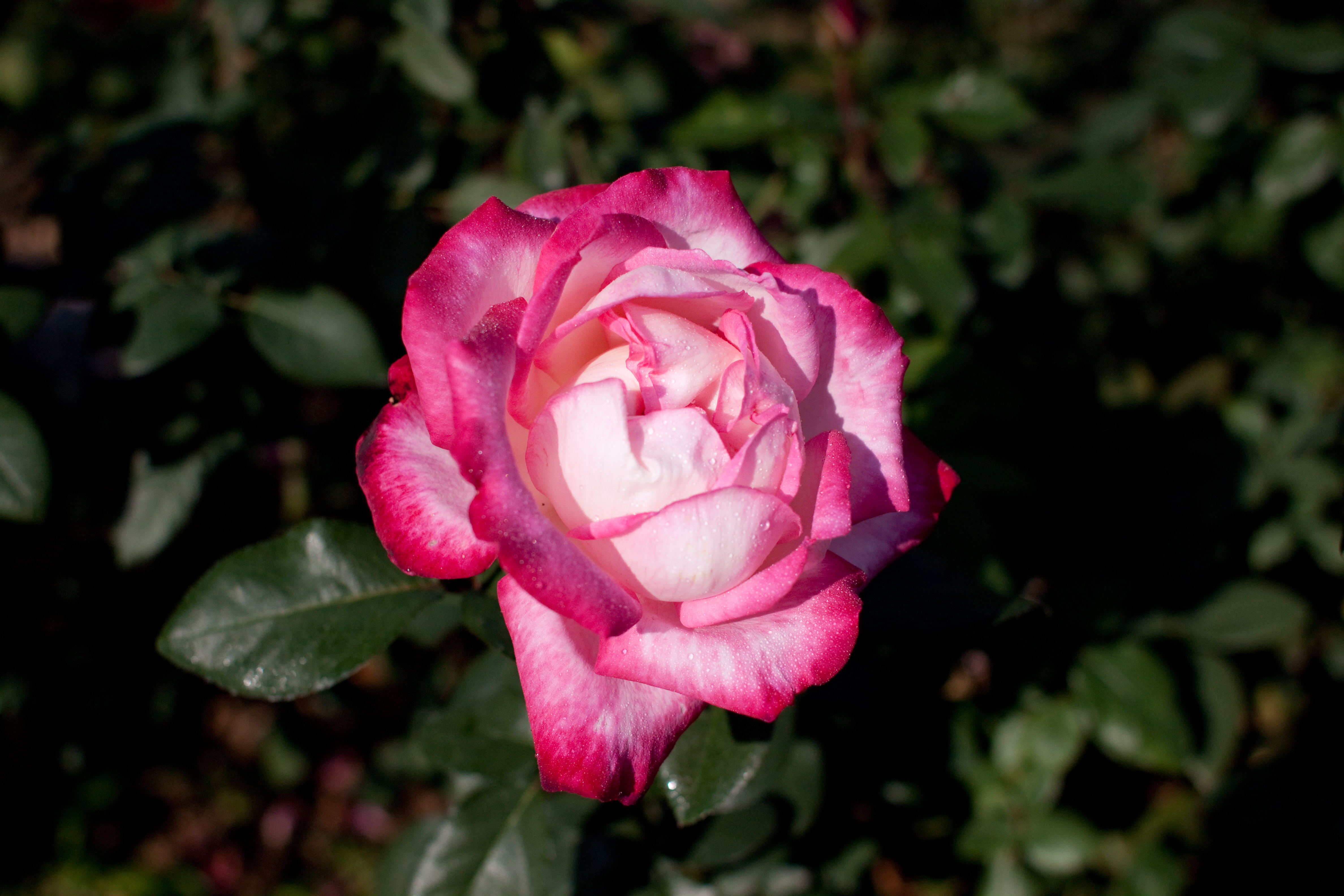
'Olympic Torch' (syn. 'Seika'), Teehybride 1966
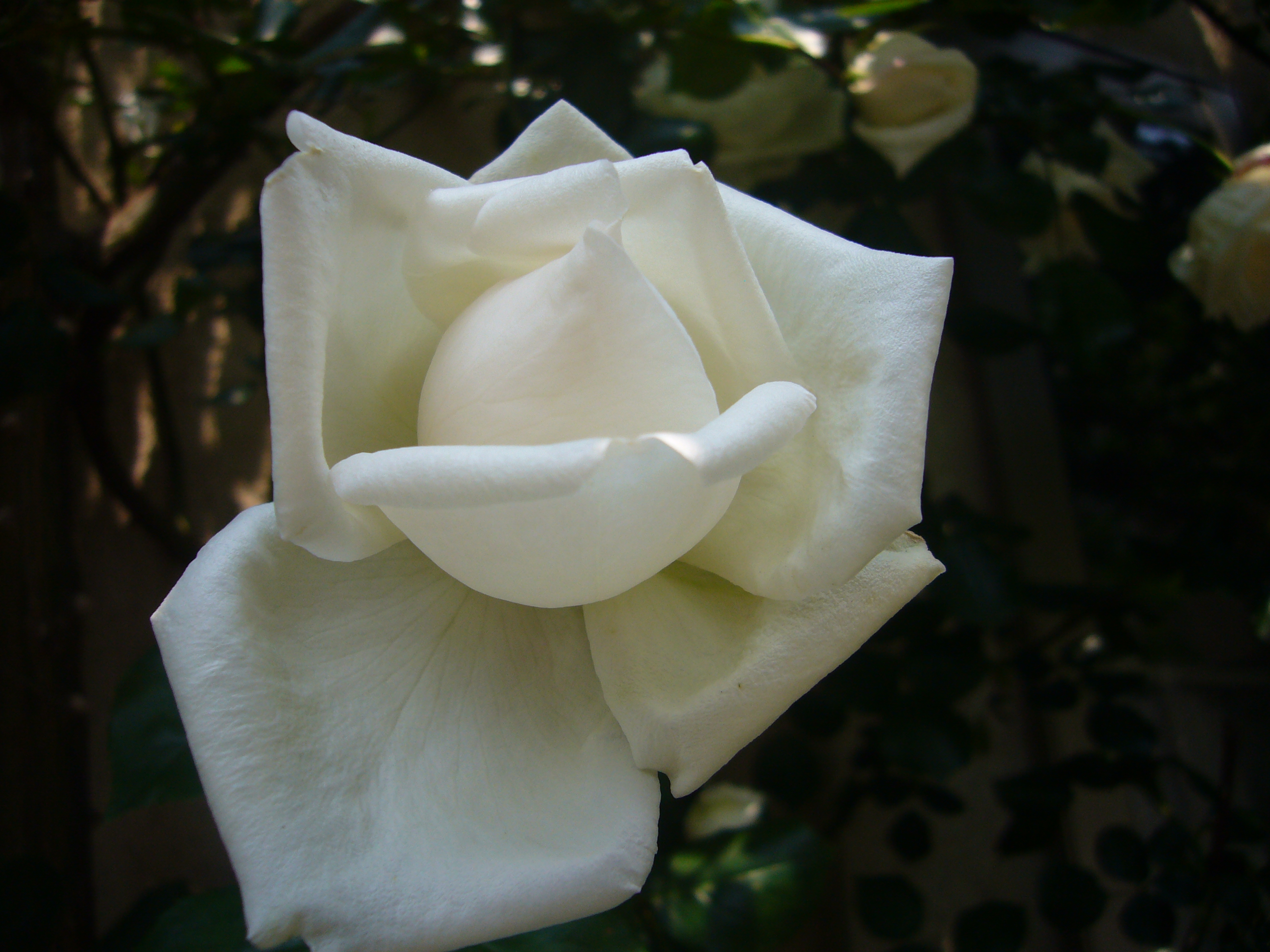
'Shinsetsu', Kletterrose 1969
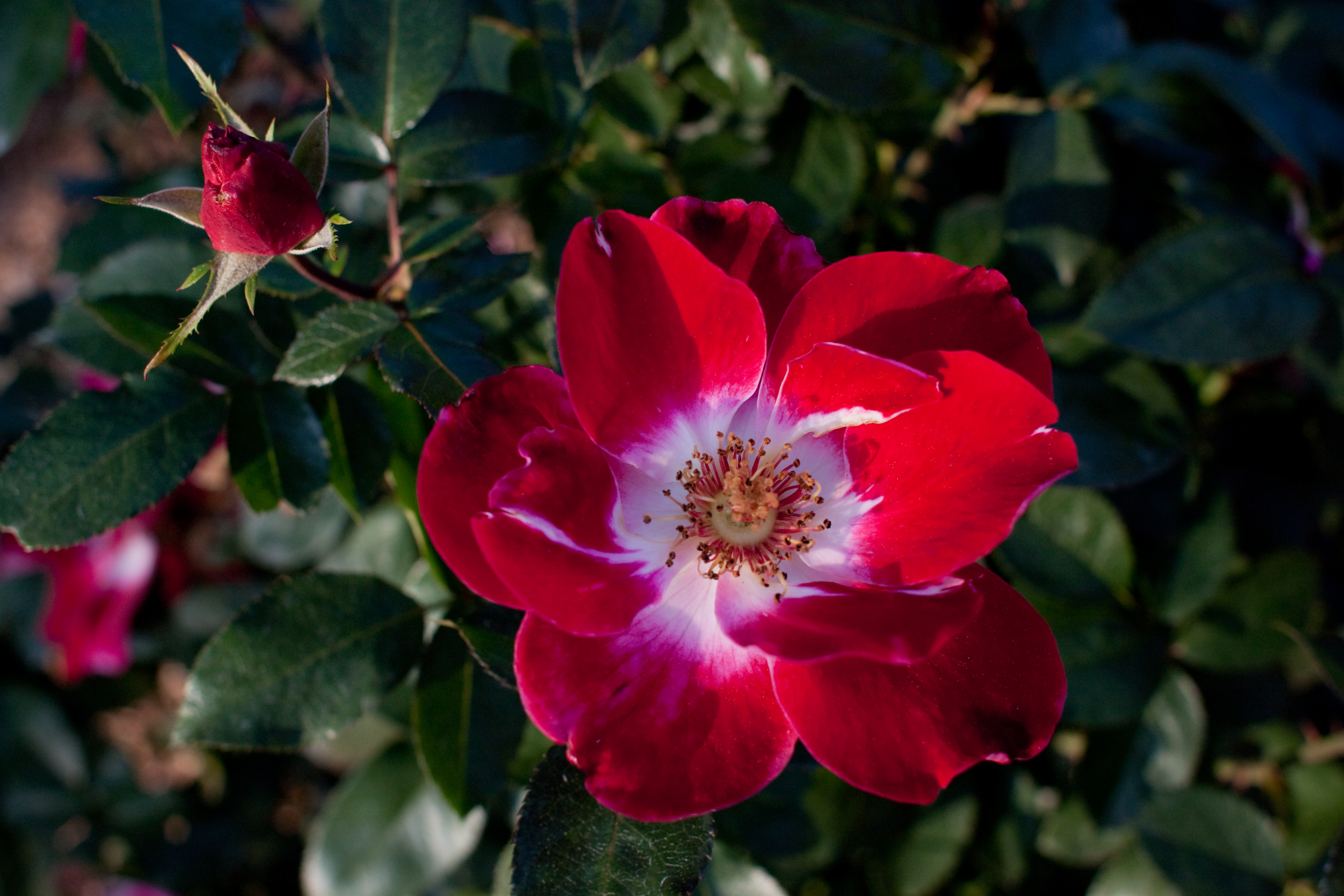
'Rendan', Floribunda 1987
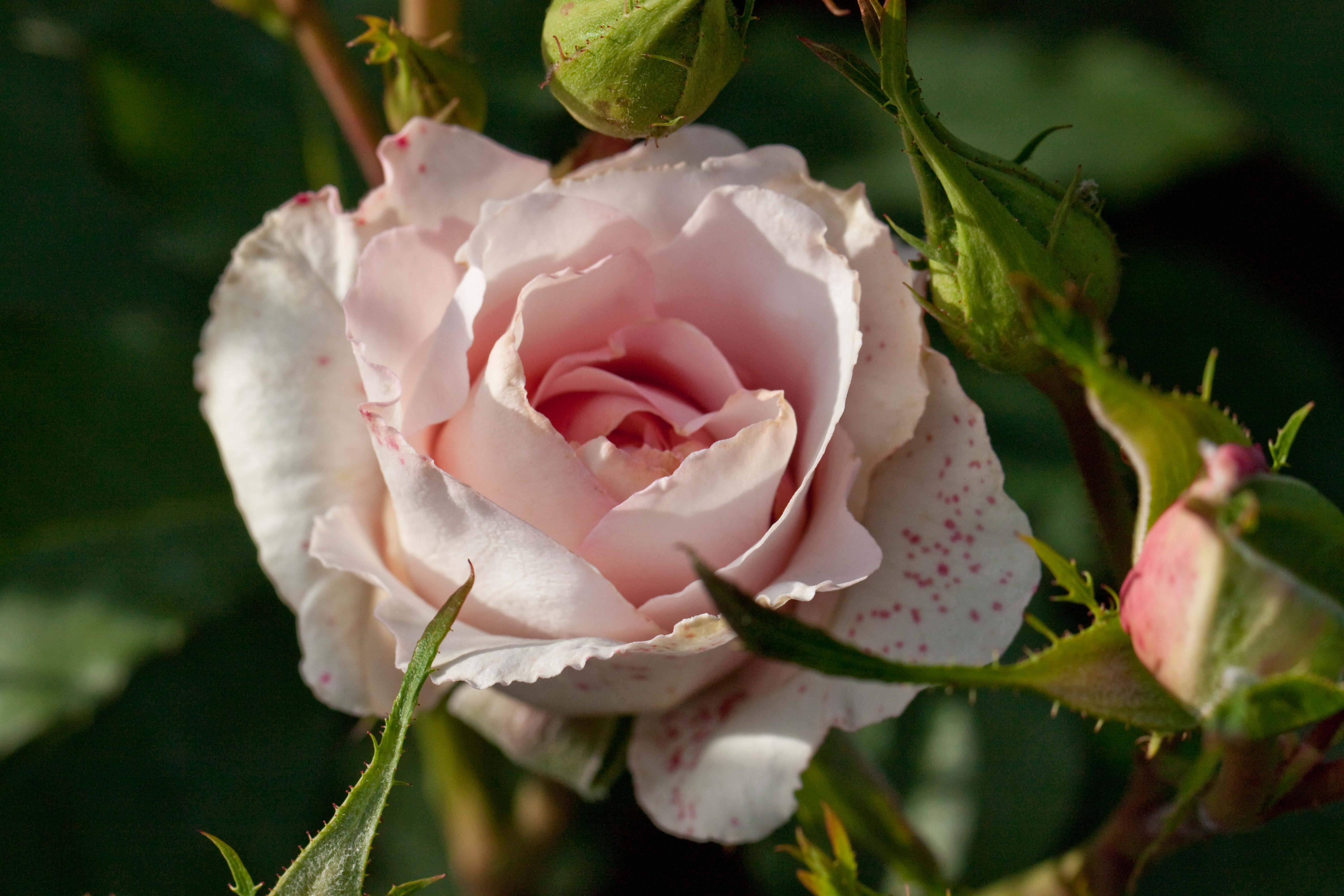
'Sousyun', Floribunda 1991
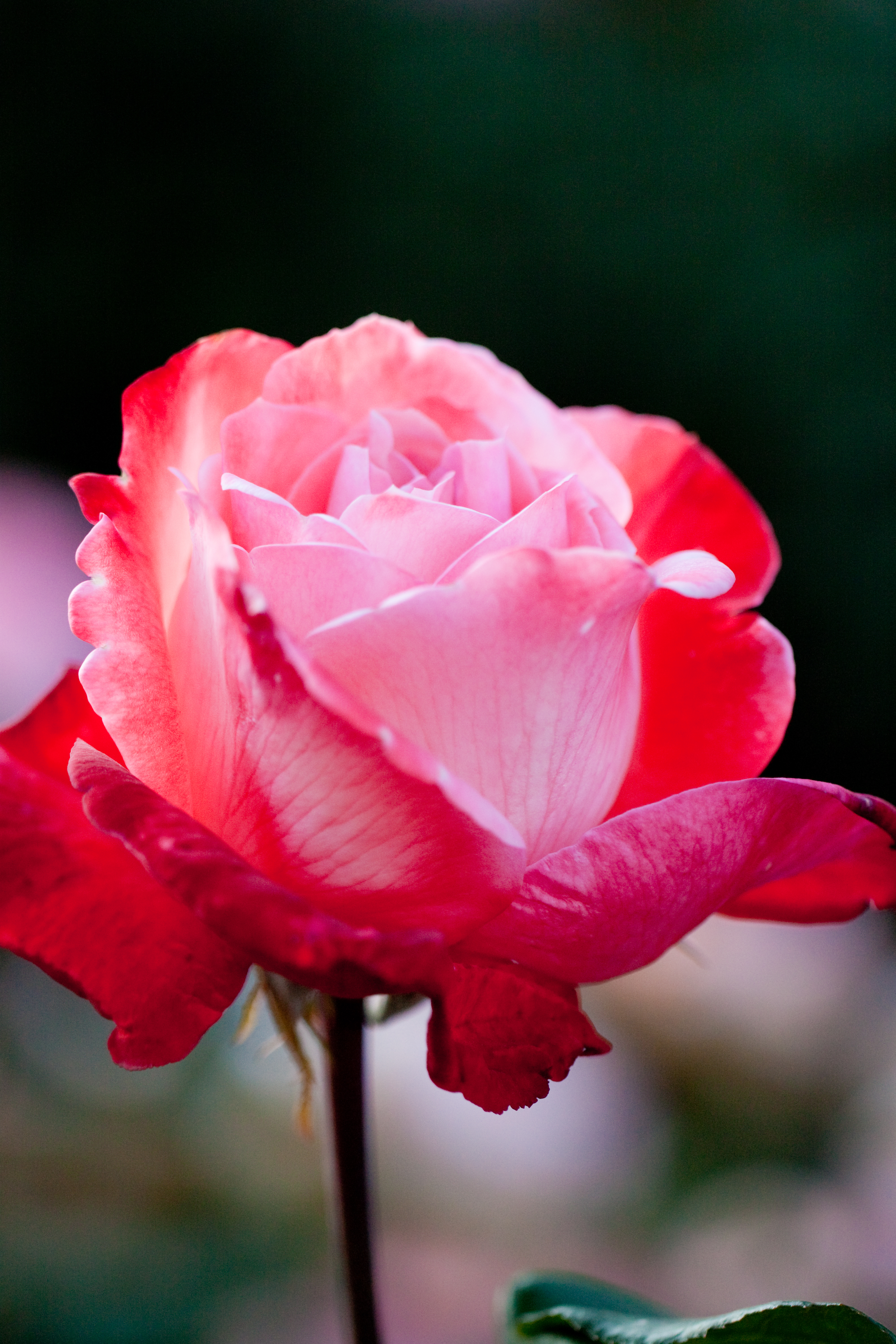
'Tanchyo', Teehybride 1986
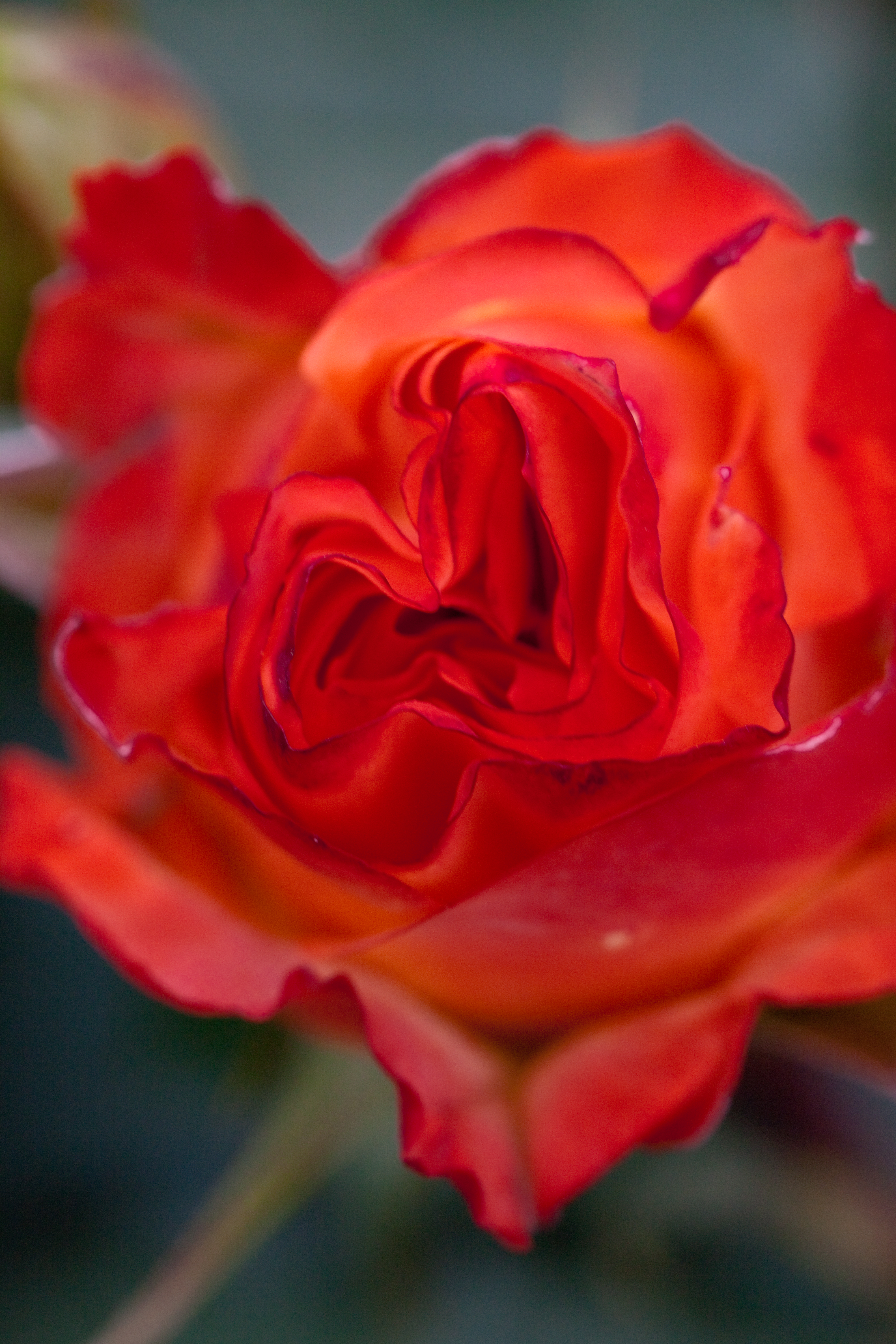
'Yachiyo-Nishiki'
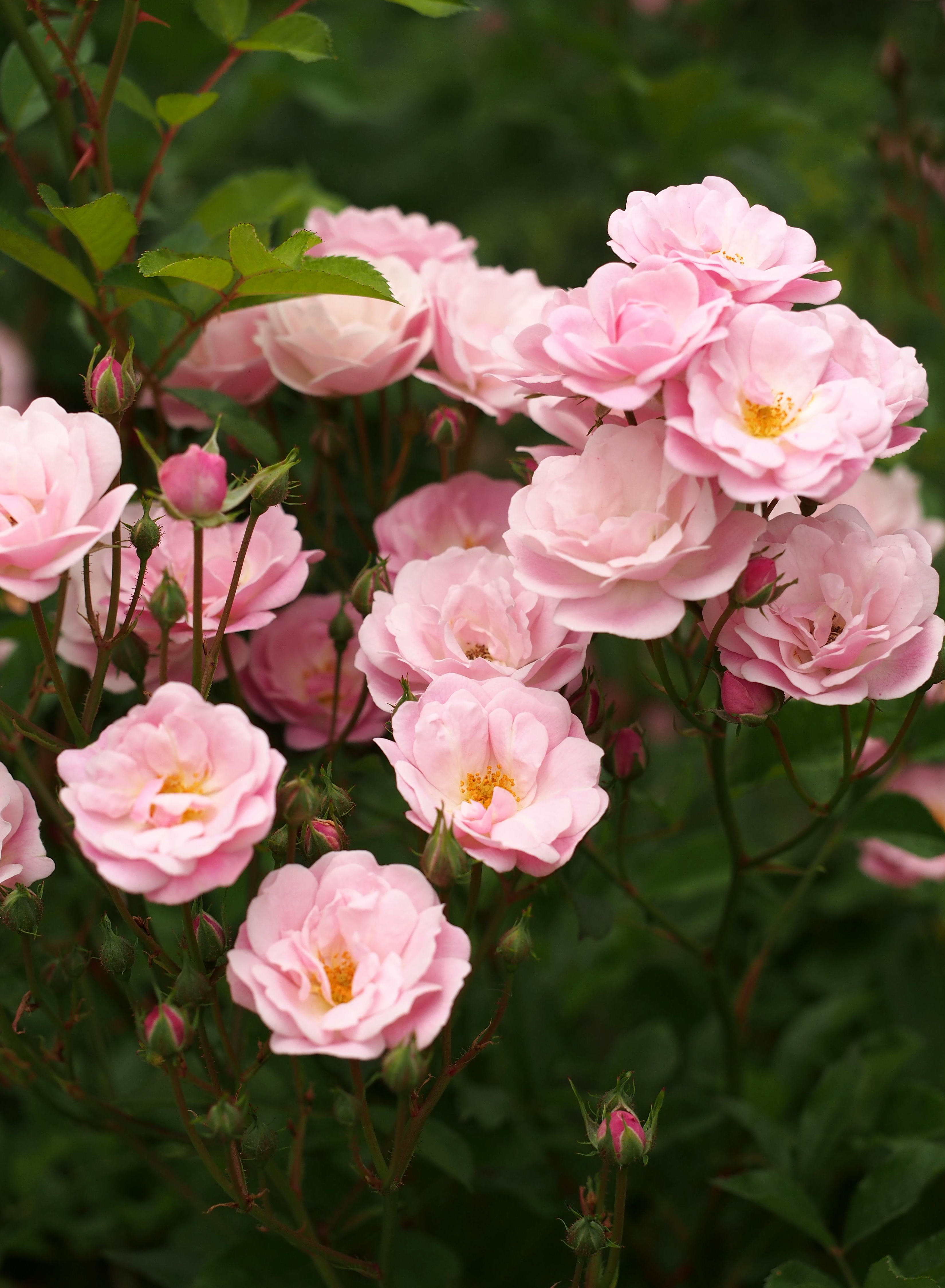
'Yorokobi' Polyantha-Rose 1955

Die Teehybride 'Olympic Torch' und die Strauchrose 'Ferdy' gehören zu den international erfolgreichsten Züchtungen, die auch in Amerika und Europa in vielen Rosarien zu finden sind.